# Opera window

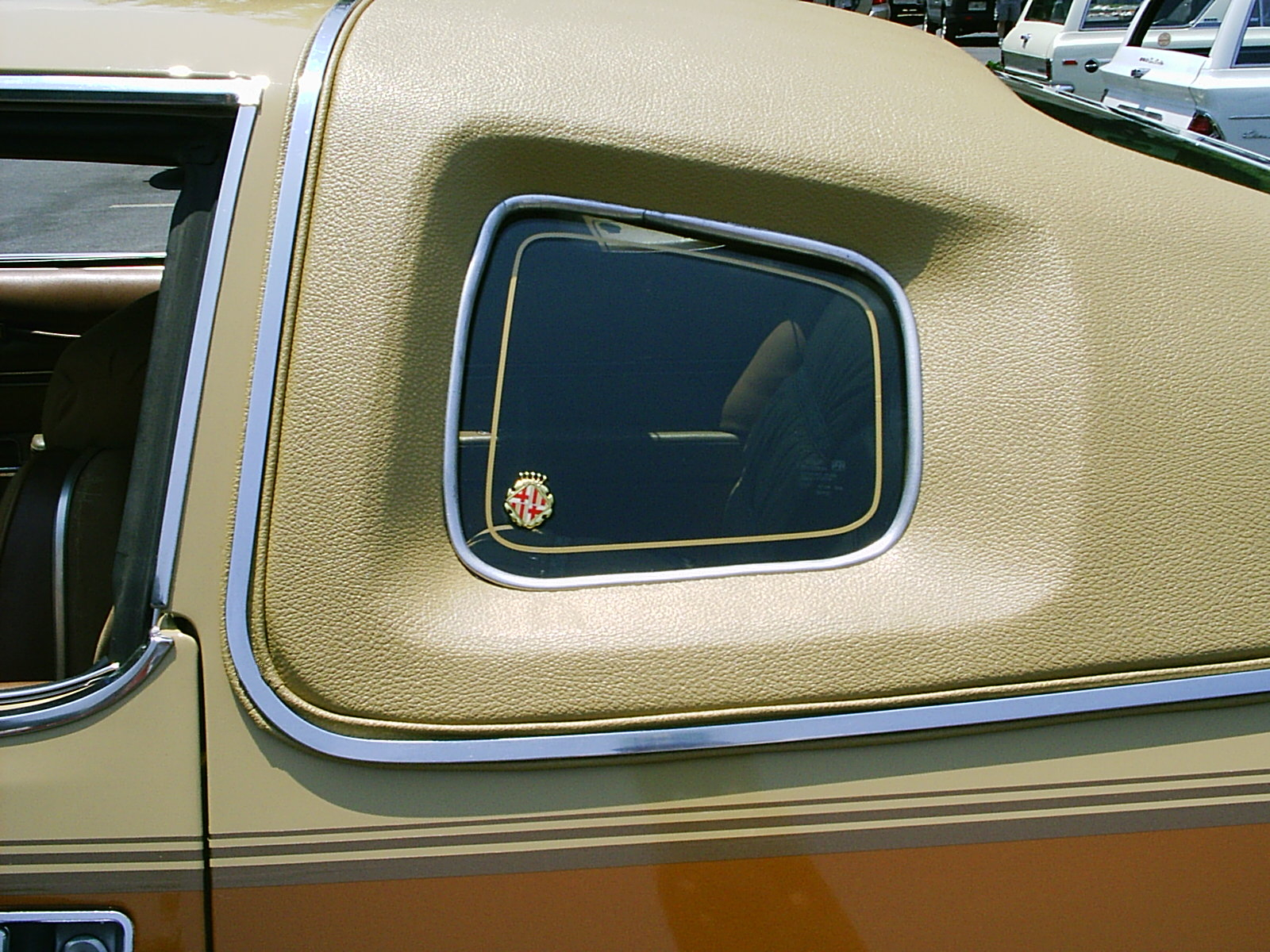
Opera window et toit Landau d’un coupé AMC Matador Barcelona

Le terme « opera windows » (vitres d’opéra) désigne les petites vitres latérales situées dans le montant de custode d’une voiture. Traditionnellement proposées avec un toit en vinyle, elles sont caractéristiques des voitures américaines des années 1970 et 1980. L’appellation se réfère aux petites vitres installées sur les portes des loges d’un théâtre.
Très populaire, ce concept a été repris par presque tous les constructeurs américains et par certains constructeurs japonais. Il était présenté dans les publicités d’alors comme alliant “l’élégance et le romantisme d’une soirée à l’opéra”.
Désormais abandonné par les grands constructeurs, ce type d'accessoire est utilisé dans le monde du "custom" et des voitures personnalisées.

## Historique
Cet élément de style date en fait des années 1920, à l’exemple d’un modèle de 1924 du constructeur Elcar qui, selon la publicité « a de l’allure, avec son toit souple dans le style d'un coupé et ses « opera windows » ovales encadrées par les barres du landau», ou de la berline de voyage Bugatti Royale créée en 1929. 
Dans les années 1950, une des réminiscences les plus célèbres de ce détail de style se retrouve avec les "hublots" de la Ford Thunderbird de 1956-1957, qui sont proposés en option pour améliorer la visibilité trois-quarts arrière du hardtop. 

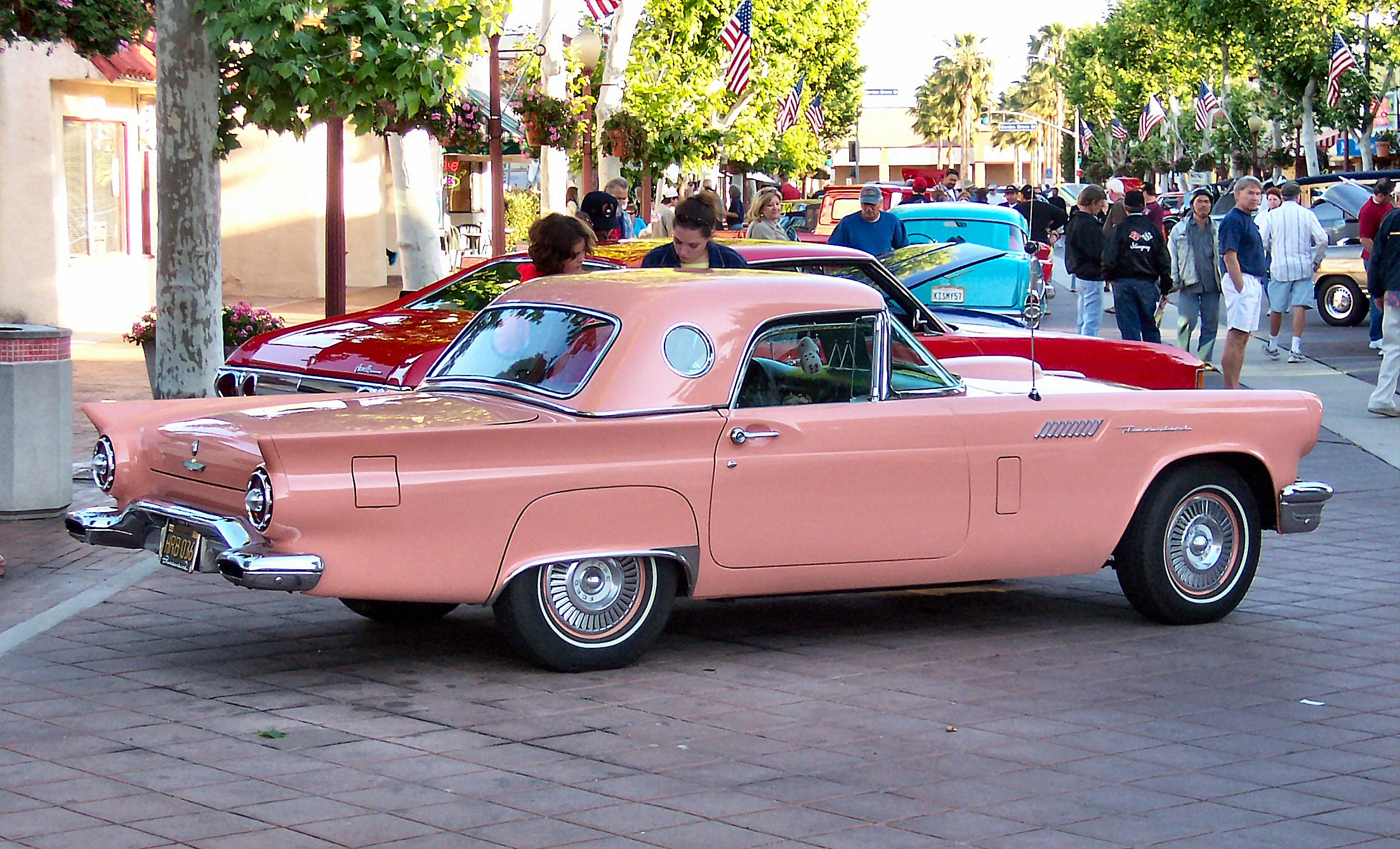
Ford Thunderbird 1957

Leur véritable naissance date de 1972, quand elles sont proposées en option sur la Lincoln Continental, option qui est presque toujours demandée par les clients. 

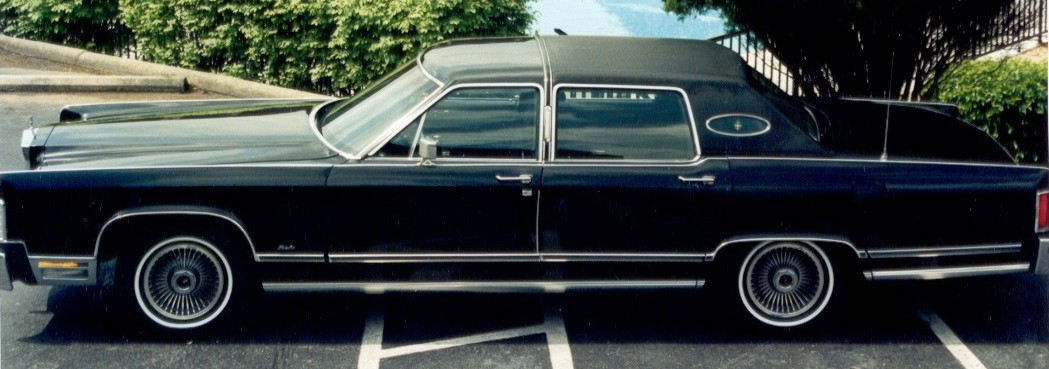
Lincoln Continental, 1979

Au cours des années 1970 elles deviennent un élément de style très courant. Apparaissant le plus souvent sur les modèles à deux portes, elles sont proposées sur tous types de voitures, des compactes économiques aux modèles de luxe. Elles sont également un élément d'identification du marché très spécialisé des coupés personnels. Quasiment tous les coupés personnels de luxe (Cadillac Eldorado, Lincoln Continental, Chrysler Imperial) sont équipés de ces fenêtres, qui leur donnent leur cachet néo-rétro.

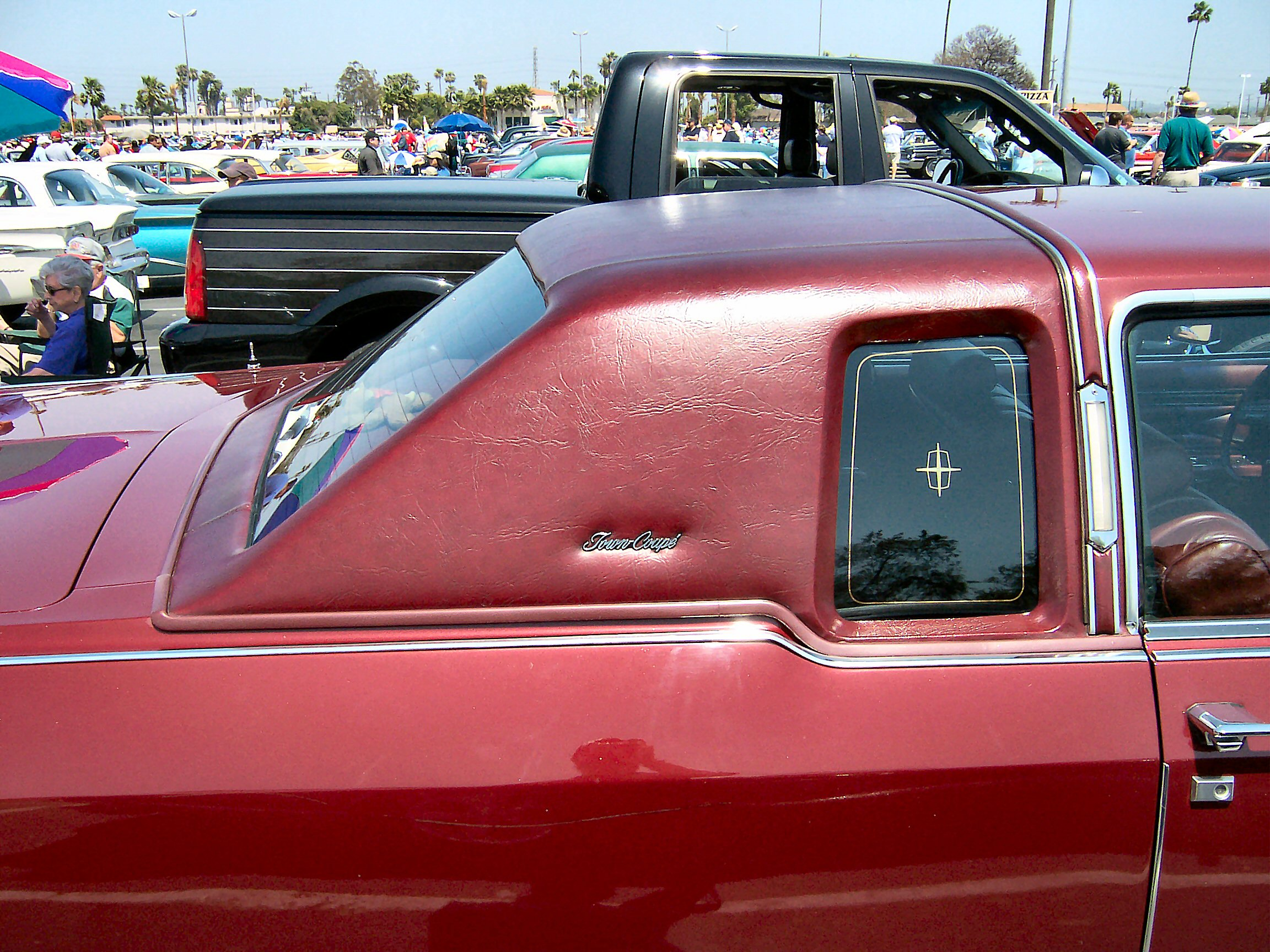
Lincoln Continental Town Coupé à toit "Landau" en vinyle

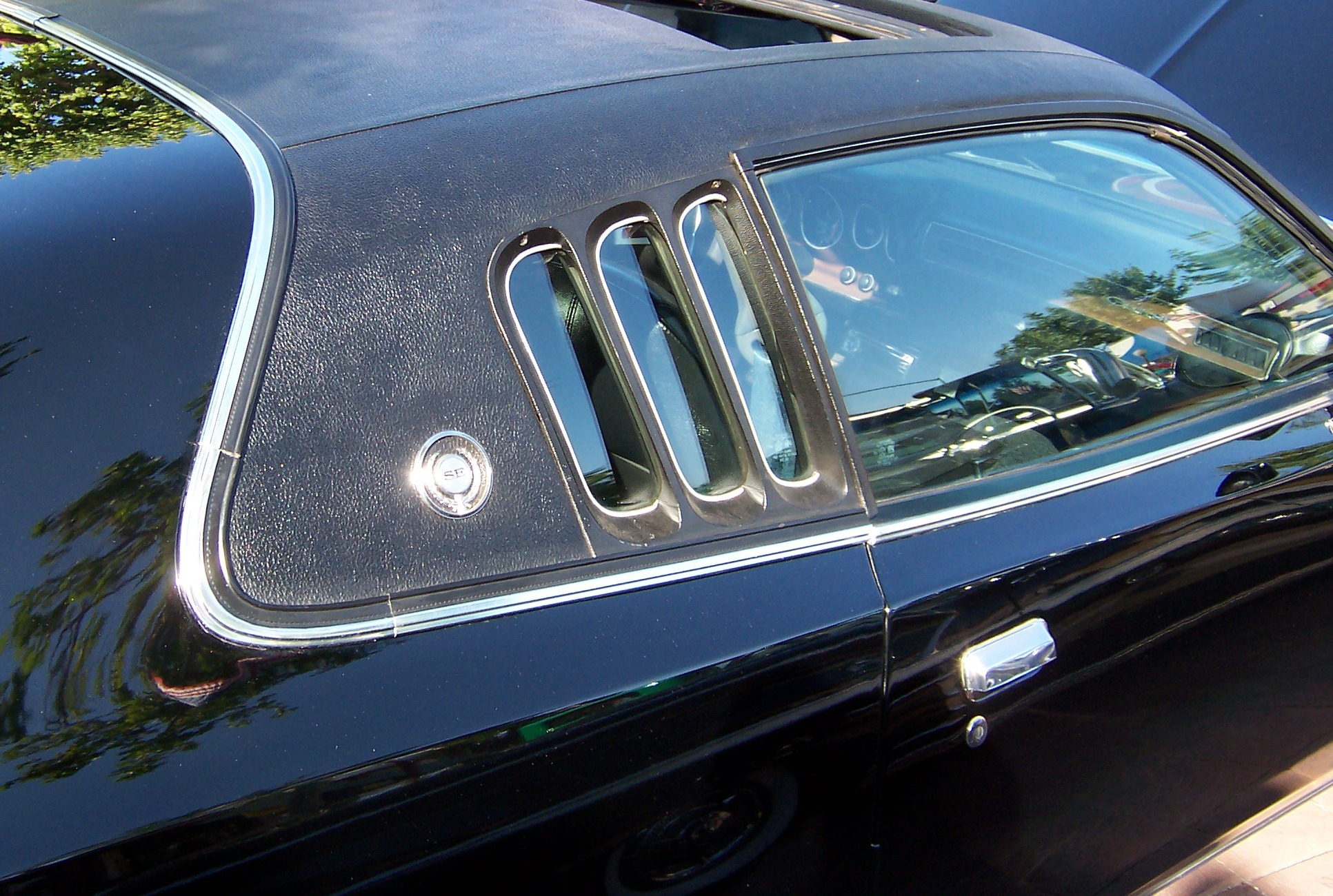
Coupé Dodge Charger de 1973 à triple “opera windows”

Ces petites vitres sont prévues pour améliorer la vision de trois quarts arrière limitée par les très larges montant de custode caractéristiques des voitures américaines d’alors. Elles permettent également aux passagers arrière de se sentir moins claustrophobes. 
Dans la plupart des cas, ces vitres ne s’ouvrent pas ; toutefois, dans le cas du coupé AMC Matador préparé pour les courses de NASCAR, les petites vitres équipant la finition Barcelona II s’ouvrent et améliorent l'aérodynamique de la voiture de course en position ouverte. 
Sur certaines voitures, les « opera windows » sont complétées des « opera lights » (lampes d’opéra), des petites lanternes montées sur le montant central ou sur le montant de custode qui s’allument quand les phares sont allumés.
Les « opera windows » sont tombées en désuétude au milieu des années 1980, car le dessin des carrosseries s’est éloigné du modèle tricorps. Les voitures plus petites et plus aérodynamiques ont rendu obsolètes ou inutiles ces « opera windows ». Les exemples actuels d’« opera windows » se trouvent parfois sur des voitures custom ou personnalisées.

## Liste de modèles équipés d’“opera windows”
Il s’agit d’une liste non exhaustive de modèles équipés d’« opera windows » en série ou en option :
- AMC Concord (coupé 1978-1982, berline 1980-1983)
- AMC Matador (coupé 1976-1978)
- Cadillac Coupe DeVille (après 1973)
- Cadillac Eldorado (1971-1978)
- Chevrolet Monte Carlo (1973–1980)
- Chrysler Cordoba
- Chrysler TC by Maserati (1989–1991)
- Dodge Charger (1973–1977)
- Dodge Magnum (1978–1979)
- Dodge Mirada (1980–1983)
- Ford Elite
- Ford Granada Coupé
- Ford Thunderbird
- Lincoln Continental (1971-1979)
- Lincoln Mark III
- Lincoln Mark IV
- Lincoln Mark V
- Lincoln Mark VI
- Mercury Cougar
- Oldsmobile Toronado (1974-1978)
- Daihatsu Mira (1980–1985)